# Lehenbrunn

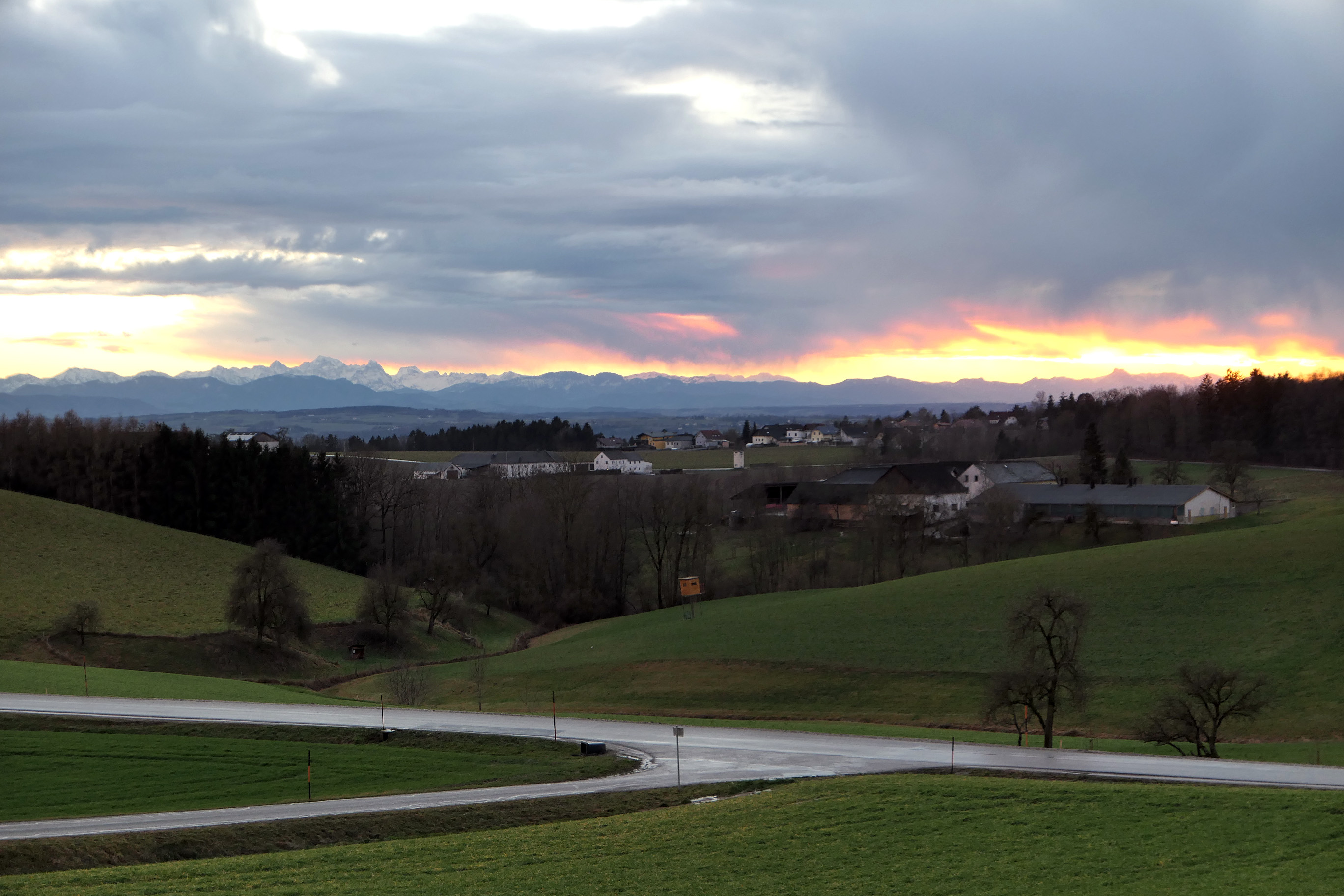
Abendstimmung. Aussicht vom Gehöft Preschmitzer

Lehenbrunn ist eine Ortschaft in der Katastralgemeinde Pergkirchen der Stadtgemeinde Perg.

## Geographie

### Grenzen
Lehenbrunn befindet sich im Nordosten der Stadtgemeinde Perg bzw. im Norden der Katastralgemeinde Pergkirchen und erstreckt sich südlich der Grenze zur Gemeinde Windhaag bei Perg bzw. der Katastralgemeinde Altenburg (gemeindeübergreifende Siedlungen in Karlingberg, Pasching und Forndorf sowie Pragtal) von der Ortschaft Karlingberg im Westen bis zur Ortschaft Altenburg im Osten. Im Süden wird Lehenbrunn von den Ortschaften Thurnhof, Pergkirchen und Dörfl begrenzt.

### Gliederung
Lehenbrunn besteht historisch einerseits aus zerstreuten Häusern und der geschlossenen Siedlung Mitterberg sowie andererseits aus Teilen der Siedlungsgebiete Pasching und Forndorf, die sich auch auf das Gebiet der Katastralgemeinde Altenburg (Gemeinde Windhaag) in der Gemeinde Windhaag bei Perg erstrecken. In dem auf Perg entfallenden Siedlungsteil wohnen 151 bzw. 156 Einwohner (Volkszählung 2001 bzw. 2011 jeweils ohne Mitterberg).

### Lage
Aus geologischer und geomorphologischer Sicht sowie unter Aspekten der Raumnutzung gehört Lehenbrunn großteils zur oberösterreichischen Raumeinheit Südliche Mühlviertler Randlagen. Ein kleiner Teil an der Grenze zu Windhaag gehört zur oberösterreichischen Raumeinheit Aist-Naarn-Kuppenland.
Im nordöstlichen Bereich der Ortschaft befindet sich mit der Preschnitzer-Höhe (Preschmitzer-Höhe) auf 415 m ü. A. die höchste Erhebung der Katastralgemeinde Pergkirchen bzw. der Stadtgemeinde Perg.

### Gewässer
In Lehenbrunn entspringen der Thurnhofbach und der Auhofbach, die beide über den Kleinen Naarnkanal in die Naarn entwässern. Ein unbenannter Bach, der von Pasching kommend östlich der Poschachersiedlung fließt, bildet den Zufluss der Seyr-Teiche.

### Verkehr
Durch Lehenbrunn führt die Landesstraße L 1423, die über den Münzbacher Zubringer (Münzbacher Straße) die Verbindung zur Donau Straße (B 3) bildet.

## Geschichte

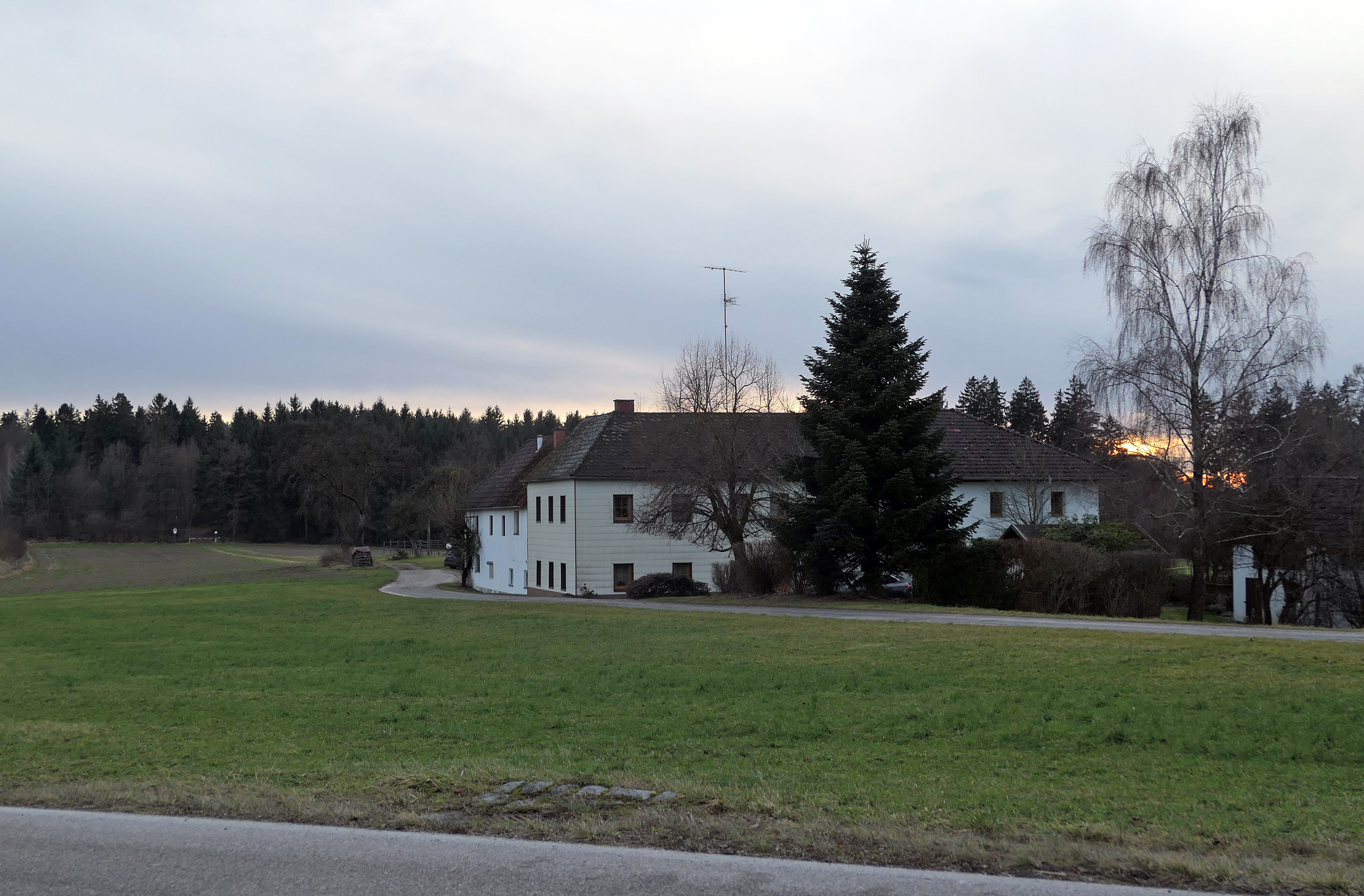
Gehöft Lehenbrunn Nr. 11. Nachfolgebau der Hofstatt in Pasching

Im Südwesten von Lehenbrunn befindet sich die Burgruine Mitterberg, die von den Herren von Perg im 12. Jahrhundert errichtet wurde und wo sich bis zum Ende des 15. Jahrhunderts das Landgericht Machland befand.
Eine Hofstatt in Pasching (moderne Adresse des Nachfolgebaues ist Lehenbrunn Nr. 11) wurde bereits 1111 im Zusammenhang mit der Pfarrkirche Pergkirchen erwähnt. Die Höfe in Lehenbrunn weisen übrigens sowohl baierische als auch slawische Sprachwurzeln auf.